# Maisonneuve-Longue-Pointe
Maisonneuve-Longue-Pointe est un district de la Ville de Montréal situé dans l'arrondissement de Mercier–Hochelaga-Maisonneuve. 
Il est bordé par le fleuve Saint-Laurent au sud.

## Histoire
Le district est formé par les anciennes municipalités de Longue-Pointe et de Maisonneuve (intégrées à Montréal en 1918). 